# 2015년 토론토 국제 영화제
제40회 토론토 국제 영화제는 2015년 9월 10일에 열린 시상식이다.

## 수상 및 후보

### 관객상
- 룸 - 레니 에이브러햄슨 수상

### 다큐멘터리 관객상
- 윈터 온 파이어 - 이브게니 아피네예브스키 수상

### 미드나잇 매드니스 관객상
- 하드코어 - 일리야 나이슐러 수상

### 캐나다 장편영화상
- 클로젯 몬스터 - 스티븐 던 수상

### 캐나다 장편영화상 특별언급
- 마이 인턴십 인 캐나다 - 필리프 팔라도 수상

### 캐나다 단편영화상
- 오버패스 - 패트리스 라리버테 수상

### 캐나다 단편영화상 특별언급
- 베이컨 앤 갓즈 래스 - 솔 프리드맨 수상

### 단편영화상
- 엄마들 - 메이무나 도꼬레 수상

### 단편영화상 특별언급
- 레이트 미 - 파이잘 볼리파 수상

### FIPRESCI-상
- 에바 노바 - 마르코 스코프 수상

### FIPRESCI-특별한 발표
- 디시에르토 - 조나스 쿠아론 수상

### 넷팩상
- 더 위스퍼링 스타 - 소노 시온 수상

### 캐나다 신인감독상
- 슬리핑 자이언트 - 앤드류 시비디노 수상

### 토론토 플랫폼상
- 허트 - 앨런 츠바이크 수상

### 토론토 플랫폼상 특별언급
- 네온 불 - 가브리엘 마스카로 수상

### 드롭박스 감독상
- 블랙 - 아딜 엘 아르비 외1명 수상

### 현대 세계 영화 부문
- 25 에이프릴 - 리안 풀리
- 3000일의 밤 - 마이 마스리
- 앙: 단팥 인생 이야기 - 가와세 나오미
- 변절자 - 페데리코 베이로
- 내가 눈을 뜨기도 전에 - 레일라 부지
- 바바 준 - 유발 델샤드
- 박스 - 플로린 세르반
- 캄포 그란데 - 산드라 코구트
- 슈발리에 - 아디너 레이첼 창가리
- 내 마음의 복제 - 조코 안와르
- 커컬드 - 찰리 분들라
- 뱀의 포옹 - 치로 게라
- 엔드리스 리버 - 올리버 헤르마누스
- 공포 - 다미안 오둘
- 프렌지 - 예민 엘퍼
- 걸스 로스트 - 알렉 산드라 테레세 카이닝
- 그래니스 댄싱 온 더 테이블 - 한나 스쾰드
- 어 헤비 하트 - 토머스 스터버
- 어 헤비 하트 - 안네 세비스퀴
- 홍콩삼부작 - 크리스토퍼 도일
- 어너 다이 파더 - 에릭 마티
- 하우 헤비 디스 해머 - 카직 라드완스키
- 인비저블 - 로렌스 파자르도
- 인 더 룸 - 에릭 쿠
- 인시던트 라이트 - 아리엘 로테르
- 아이비 - 톨가 카라셀릭
- 잭 - 엘리자베스 샤랑
- 저니 투 더 쇼어 - 구로사와 기요시
- 따뜻한 말들 - 쉐미 자르힌
- 코자 - 이반 오스트로초브스키
- 램 - 야리드 젤레크
- 라스트 캡 투 다윈 - 제레미 심스
- 아워 러브드 원스 - 안 에몽
- 렛 뎀 컴 - 살렘 브라히미
- 마가야네스 - 살바도르 델 솔라
- 메코 - 스터린 하조
- 어 먼스 오브 선데이스 - 매튜 세빌
- 머치 러브드 - 나빌 아유쉬
- 머머 오브 더 하츠 - 실비아 창
- 하나의 숨결 - 크리스찬 주버트
- 원 플로어 빌로우 - 라두 문틴
- 파리지엔 - 다니엘 아르비드
- 영혼의 순례길 - 장양
- 더 피플 vs. 프리츠 바우어 - 라스 크라우메
- 사랑의 가치 - 헤르몬 하일라이
- 램스 - 그리무르 하코나르슨
- 슈나이더 vs. 박스 - 알렉스 반 바르메르담
- 송 오브 송스 - 에바 네이만
- 스패로우스 - 루나 루나슨
- 스타브 유어 도그 - 히잠 라스리
- 더 스텝스 - 앤드류 커리
- 더 스토리 오브 주다스 - 라바 아뫼르-자이메쉬
- 스트레인저(영어판) - 에르멕 투르수노프
- 아이 프로미스 유 아나키 - 훌리오 에르난데스 코르동
- 땡큐 포 바밍 - 바바라 에더
- 더 트레져 - 코르넬리우 포룸보이우
- 트루만 - 게스크 가이
- 더 웨이팅 룸 - 이고르 드랴차

### 디스커버리 부문
- 파이어 송 - 애덤 가넷 존스
- 더 레인보우 키드 - 키레 파푸츠
- 리버 - 제이미 M. 대그

### 갈라스 부문
- 비바 보이즈 - 디파 메타
- 데몰리션 - 장 마크 발레
- 디스오더 - 앨리스 위노코
- 드레스메이커 - 조셀린 무어하우스
- 아이 인 더 스카이 - 개빈 후드
- 포세이큰 - 존 카사르
- 프리헬드 - 피터 솔레트
- 하이에나 로드 - 폴 그로스
- 레전드 - 브라이언 헬겔랜드
- 롤로 - 줄리 델피
- 맨 다운 - 디토 몬티엘
- 더 맨 후 뉴 인피니티 - 맷 브라운
- 마션 - 리들리 스콧
- 미쓰 유 올레디 - 캐서린 하드윅
- 미시시피 그라인드 - 애너 보든 외1명
- 미스터 라잇 - 파코 카베자스
- 더 프로그램 - 스티븐 프리어스
- 리멤버 - 아톰 에고이안
- 셉템버 오브 쉬라즈 - 웨인 블레어
- 스톤월 - 롤랜드 에머리히

### 마스터스 부문
- 11 미니츠 - 예르지 스콜리모프스키
- 섭은낭 - 허우 샤오시엔
- 블리크 스트리트 - 아르투로 립스타인
- 블러드 오브 마이 블러드 - 마르코 벨로치오
- 세머테리 오브 스플렌더 - 아피찻퐁 위라세타쿤
- 에브리 씽 윌 비 파인 - 빔 벤더스
- 프랑코포니아 - 알렉산더 소쿠로프
- 인 더 섀도우 오브 우먼 - 필립 가렐
- 택시 - 자파르 파나히
- 바닷마을 다이어리 - 고레에다 히로카즈
- 더 펄 버튼 - 패트리시오 구즈먼
- 라빈, 더 라스트 데이 - 아모스 기타이
- 지금은맞고그때는틀리다 - 홍상수

### 다큐멘터리 부문
- 알 퍼디 워즈 히어 - 브라이언 D. 존슨
- 어메이징 그레이스 - 시드니 폴락
- 빙 AP - 안소니 원크
- 볼쇼이 바빌론 - 닉 리드
- 다크 홀스 - 루이즈 오스몬드
- 어 플릭커링 트루스 - 피에트라 브렛켈리
- 관타나모스 차일드: 오마르 카드 - 패트릭 리드 외1명
- 히 네임드 미 말랄라 - 데이비스 구겐하임
- 하트 오브 어 도그 - 로리 앤더슨
- 히치콕 - 트뤼포 - 켄트 존스
- 지평선의 화가: 게오르그 구드나손 - 프리드릭 토르 프리드릭슨 외1명
- 인 잭슨 하이츠 - 프레더릭 와이즈먼
- 잇 올 스타티드 엣 디 엔드 - 루이스 오스피나
- 재니스: 리틀 걸 블루 - 에이미 버그
- 나는 찰리입니다 - 다니엘 르콩트 외1명
- 어 저니 오브 어 사우전드 마일즈: 피스키퍼스 - 지터 간드브히르 외1명
- 미스 샤론 존스! - 바바라 코플
- 더 뮤직 오브 스트레인져 - 모건 네빌
- 나세르 - 자한 알렌

### 시네마테크
- 아듀 필리핀 - 자끄 로지에
- 할란 카운티 USA - 바바라 코플
- 마스크 - 줄리앙 로프만
- 메모리 오브 저스티스 - 마르셀 오필스
- 리버 오브 그래스 - 켈리 라이카트
- 로코와 그의 형제들 - 루치노 비스콘티
- 검거 - 미클로시 얀초
- 티티컷 풍자극 - 프레더릭 와이즈먼

### 미드나잇 매드니스 부문
- 배스킨 - 칸 에브레놀
- 더 치키닝 - 닉 덴보어 외1명
- 더 데빌스 캔디 - 숀 번
- 더 파이널 걸스 - 토드 스트라우스-슐슨
- 더 걸 인 더 포토그래프 - 닉 사이먼
- 그린 룸 - 제레미 솔니에
- 마인즈 아이 - 조 베고스
- 사우스바운드 - 데이빗 브룩크너 외3명
- SPL 2: 운명의 시간 - 정 바오루이
- 도쿄아포칼립스: 최후의 결전 - 미이케 다카시

### 단편 부문
- (Otto) - 요리스 오프린스 외2명
- 4 쿼터스 - 애쉴리 맥켄지
- 7 Sheep - 빅토리아 시만스카
- The Ballad of Immortal Joe - Hector Herrera
- Bam - 호위 시아
- 바베이도스 - 미샤 맨슨-스미스
- Beneath the Spaceship - 카롤린 잉바르손
- Benjamin - Sherren Lee
- Beyond the Horizon - 리안 J. 노스
- Bird Hearts - Halfdan Ullman Tondel
- Blue Spring - Andreea Cristina Bortun
- 박싱 - 그레이슨 무어 외1명
- Boy - 코너 제섭
- The Boyfriend game - 앨리스 잉글러트
- Bunny - 메가 라마스와미
- 더 콜 - 자모 므콰나지
- Casualties of Modernity - Kent Monkman
- 클라우즈 오브 어텀 - 트레버 맥 외1명
- Concerning the Bodyguard - 카스라 파라하니
- Deszcz - 말리나 마리아 매키비츠
- Dogs don't breed cats - 크리스티나 마틴스
- Dragstrip - Daniel Claridge 외1명
- Dream the Other - Abril Schmucler
- Dredger - 필립 바커
- El adios - Clara Roquet
- End of Puberty - Fanni Szilagyi
- Exit/Entrance or Transumanar - Federica Foglia
- The Fantastic Love of Beeboy & Flowergirl - Clemens Roth
- A Few Seconds - Nora El Hourch
- Following Diana - 카밀라 안디니
- The guy from work - 쟝-프란코이스 르블랑
- 하이드 앤 시크 - 다나카 키미에
- It's Not You - 돈 맥켈러
- Kokom - Kevin Papatie
- Latchkey Kids - Elad Goldman
- 더 마그네틱 네이쳐 - 마테오 벤데스키
- The Magnificent Life Underwater - 조엘 보드뢰이유
- The Man Who Shot Hollywood - 배리 에이브리치
- 미아' - 아만다 스트롱 외1명
- Mobilize - 카롤린 모네
- Never Happened - 마크 슬러츠키
- 네버 스테디, 네버 스틸 - 캐슬린 헵번
- New Eyes - Hiwot Admasu Getaneh
- A New Year - 마리에-이브 주스테
- Nina - Halima Elkhatabi
- 눌라 눌라 - 딜란 리버
- O Negative - 스티븐 맥카시
- One Last Night - Kerem Blumberg
- Oslo's Rose - The sporadic Film collective
- 파라디스 - 로라 반데빈첼
- Peacock - 온드레이 후데첵
- People Are Becoming Clouds - Marc Katz
- Peripheria - 다비드 코쿠아르-다소
- Portal to Hell!!! - Vivieno Caldinelli
- 조용한 지대 - 칼 르미외 외1명
- Remaining Lives - Luiza Cocora
- 더 리턴 오브 에르킨 - 마리아 구스코바
- Rock the Box - Katherine Monk
- Semele - Myrsini Aristidou
- She Stoops to Conquer - Zachary Russell
- The Signalman - 다니엘 아우구스토
- 더 슬립워커 - 테오도르 위셰브
- The Society - Osama rasheed
- The Swimming Lesson - Olivia Boudreau
- A Tale of Love, Madness and Death - 미하엘 부스토스
- That Dog - Nick Thorburn
- 살리 - 지야 데미렐
- Violet - 모리스 조이스
- 웨이브 '98 - 엘리 대거
- Wellington JR. - Cecile Paysant
- Wolkaan - 바하르 누리자데
- World Famous Gopher Hole Museum - 첼시 맥멀란 외1명

### 특별한 발표 부문
- 45 이어즈 - 앤드류 헤이
- 어바웃 레이 - 게비 델랄
- 앵그리 인디언 가디시즈 - 판 나린
- 아노말리사 - 찰리 카우프만
- 비스트 오브 노 네이션 - 캐리 후쿠나가
- 빙 찰리 - 로브 라이너
- 블랙 메스 - 스콧 쿠퍼
- 바디 - 마우고시카 슈모프스카
- 본 투 비 블루 - 로버트 뷔드로
- 브루클린 - 존 크로울리
- 더 클럽 - 파블로 라라인
- 콜로니아 - 플로리안 갈렌베르거
- 대니쉬 걸 - 톰 후퍼
- 더 도터 - 사이몬 스톤
- 디판 - 자크 오디아르
- 이퀄스 - 드레이크 도리머스
- 벨 파미 - 장-폴 라프노
- 더 패밀리 팽 - 제이슨 베이트먼
- 그날의 진실 - 메그나 굴자르
- 아이 소우 더 라이트 - 마크 에이브러햄
- 아이 스마일 백 - 애덤 샐키
- 더 아이돌 - 하니 아부 아사드
- 인투 더 포레스트 - 패트리샤 로제마
- 더 레이디 인 더 밴 - 니콜라스 하이트너
- 렌 앤드 컴퍼니 - 팀 고드샐
- 더 랍스터 - 요르고스 란티모스
- 런던 필드 - 매튜 컬린
- 라우더 댄 밤즈 - 요아킴 트리에
- 마마 - 훌리오 메뎀
- 매기스 플랜 - 레베카 밀러
- 더 메들러 - 로렌 스카파리아
- 산하고인 - 지아장커
- 노포아 - 관호
- 머스탱 - 데니즈 겜즈 에르구벤
- 나의 어머니 - 난니 모레티
- 화려상반족 - 두기봉
- 아워 브랜드 이즈 크라이시스 - 데이빗 고든 그린
- 메마른 삶을 안고 튀어라 - 리나 야다브
- 시카리오 - 드니 빌뇌브
- 선 오브 사울 - 라즐로 네메스
- 스포트라이트 - 토마스 맥카시
- 썸머타임(영어판) - 까뜨린느 꼬르시니
- 선셋 송 - 테렌스 데이비스
- 어 테일 오브 러브 앤 다크니스 - 나탈리 포트만
- 삼성기 - 장완정
- 트럼보 - 제이 로치
- 트루스 - 제임스 밴더빌트
- 엉 플뤼 윈느 - 끌로드 를르슈
- 빅토리아 - 세바스티안 쉬퍼
- 빌 마리 - 기 에두앙
- 더 웨이브 - 로아 우타우
- 다음 침공은 어디 - 마이클 무어
- 더 위치 - 로버트 에거스
- 유스 - 파올로 소렌티노
- 나인스 플로어 - 미나 슘
- 라스트 탱고 - 게르만 크랄
- P.S. 예루살렘 - 데이너에 엘론
- 더 리플렉터 테이프스 - 칼릴 조셉
- 핵의 귀환 - 미카 타닐라 외1명
- 셰르파 - 제니퍼 피돔
- 디스 체인지스 에브리씽 - 에비 루이스
- 프레젠팅 프린세스 샤우 - 이도 하르
- 웰컴 투 F.L. - 제네비브 둘루드-드셀
- 윈터 온 파이어 - 이브게니 아피네예브스키
- 우먼스 히스 언드레스드 - 질리언 암스트롱
- 영 패트리어트 - 두 하이빈

### 뱅가드 부문
- 돌연변이 - 권오광
- 데몬 - 마신 로나
- 악몽 - 아키즈
- 엔도르핀 - 앙드레 터핀
- 에볼루션 - 뤼실 하지할릴러비치
- 페브러리 - 오즈 퍼킨스
- 헬리온스 - 브루스 맥도널드
- 레이스 크레이터 - 해리슨 앳킨스
- 러브 - 가스파 노에
- 맨 앤 치킨 - 앤더스 토머스 옌센
- 더 미싱 걸 - A.D. 칼보
- 마이 빅 나이트 - 알렉스 드 라 이글레시아
- 노 멘 비욘드 디스 포인트 - 마크 소워스
- 베테랑 - 류승완

### 플랫폼 부문
- Bang Gang (A MODERN LOVE STORY) - Eva Husson
- 클랜 - 파블로 트라페로
- 프랑스인 - 디아스템
- 풀 콘택트 - 다비드 베어벡
- 하이-라이즈 - 벤 웨틀리
- 랜드 오브 마인 - 마틴 잔드블리엣
- 루킹 포 그레이스 - 수 브룩스
- The Promised Land - 하평
- 스카이 - 파비안느 베르쑤드
- 백인의 기사 - 조아생 라포스

### 파장 부문
- 3D 무비 - 폴 샤리츠
- 88:88 - 아이제이아 머디나
- 액츄어 1 - 필립 가렐
- 오후 - 차이밍량
- 언 올드 독스 다이어리 - 샤이 헤레디아 외1명
- 어낼러시스 오브 이모션스 앤드 벡세이션스 - 보이체흐 바코스키
- 아라비안 나이트 - 볼륨 1, 더 레스트리스 원 - 미겔 고미쉬
- 아라비안 나이트 - 볼륨 2, 더 데솔레이트 원 - 미겔 고미쉬
- 아라비안 나이트 - 볼륨 3, 더 인챈티드 원 - 미겔 고미쉬
- 번트 쿠 - 라이언 퍼코 외2명
- 어 디스턴트 에피소드 - 벤 리버스
- 엔그램 오브 리터닝 - 사이토 다이치
- 에바 더즌트 슬립 - 파블로 아구에로
- 더 이벤트 - 세르히 로즈니차
- 우아한 육체 - 피터 체르카스키
- 폴스 스타트 - 유토 바라다
- 어 파이어 인 마이 브레인 댓 세퍼레이트 어스 - 벤자민 라미네즈 페레즈
- 금지된 방 - 가이 매딘 외1명
- 푸가 - 커스틴 슈로에딩거
- 인벤션 - 마크 루이스
- 로스트 앤 뷰티풀 - 피에트로 마르첼로
- 매니 사우전드 곤 - 에브라임 애실리
- 메이 위 슬립 사운들리 - 드니 코테
- 미노타우로스 - 니콜라스 페레다
- 나이트 위드아웃 디스턴스 - 로이스 파티노
- Navigator - 뵈른 캐머러
- 니더 갓 노어 산타 마리아 - 엘레나 히론
- 노 홈 무비 - 샹탈 애커만
- Occidente - 아나 베즈
- Office Space Modulation - terrarea
- 디 아더 사이드 - 로베르토 미너비니
- Palms - 마리 헬레나 클라크
- Paradox of Praxis 5 - Francis Alys
- Prima Materia - 샬롯 프라이스
- Psychic Driving - 윌리엄 E. 존스
- The Reminder - 베로즈 래
- 산타 테레사 & 아더 스토리즈 - 넬슨 카를로 드 로스 산토스 아리아스
- Sector IX B - Mathieu Kleyebe Abonnenc
- 더 스카이 트렘블스 앤 디 어스 이즈 어프레이드 앤 더 투 아이즈 아 낫 브라더스 - 벤 리버스
- Solo for Rich Man - 비어트리스 깁슨
- Something Horizontal - 블레이크 윌리엄스
- Stories Are Meaning-Making Machines - Annie MacDonell 외1명
- Tarlabasi - 신시아 매던스키
- Terrestrial - 캘럼 월터
- Theodolitique - David K. Ross
- 타임 포 아웃레이지! - 프리들 폼 그뢸러
- Uncircling - John Creson 외1명
- Untitled - 베로즈 래
- Yolo - 벤 리버스

### 시티 투 시티
- 커플 인 어 홀 - 톰 진스
- 더 하드 스탑 - 조지 암폰사
- 킬 유어 프렌즈 - 오웬 해리스
- 카자키: 더 트루 스토리 - 폴 케이티스
- 런던 로드 - 루퍼스 노리스
- 노던 소울 - 일레인 콘스탄틴
- 디 원스 빌로우 - 데이빗 파
- 도심 속의 찬가 - 마이클 카튼-존스

### 프라임타임 부문
- 캐주얼 - Zander Lehmann
- Cromo - 루시아 푸엔조 외1명
- 히어로즈 시즌5 - 팀 킹
- Keith Richards: Under the Influence - 모건 네빌
- 더 리턴드 - 파브리스 고베르
- 트랩드 - 발타자르 코루마쿠르